# La Belleza
La Belleza est une municipalité colombienne située dans le département de Santander.

## Symboles

### Hymne de la ville
Les paroles et la musique de l'hymne de la municipalité de La Belleza sont de Néstor E. Santamaría.

### Drapeau
Le drapeau de La Belleza est composé de trois bandes horizontales aux couleurs du blason de la ville : vert, blanc, bleu. Ces couleurs héraldiques sont ainsi réparties : la bande supérieure est de couleur verte symbolisant la fertilité des champs et l'espoir de progrès souhaité par la population ; la bande intermédiaire est blanche et symbolise la paix ; quant à la bande inférieure bleue, elle rappelle l'azur des cieux et celui des cours d'eau baignant la ville. La première bande couvre la moitié supérieure du drapeau ; la moitié inférieure comporte les deux autres bandes de dimensions égales.